# Maria Cebotari
Maria Cebotari, eigentlich Maria Cebotaru (* 28. Januarjul. / 10. Februar 1910greg. in Chișinău, Bessarabien, Russisches Kaiserreich; † 9. Juni 1949 in Wien) war eine rumänische Opernsängerin (Sopran).

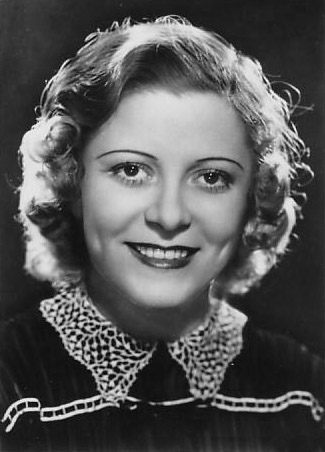
Maria Cebotari

## Leben
Maria Cebotaru war das fünfte von zwölf Kindern einer Arbeiterfamilie und besuchte das Konservatorium ihrer Heimatstadt, die damals Hauptstadt der russischen Provinz Bessarabien war. Sie wurde vom russischen Schauspieler Graf Alexander Wyrubow, den sie auch heiratete, an das Moskauer Künstlertheater engagiert, mit dem sie 1928 nach Paris kam.
1929 begann sie beim Gesangspädagogen Oskar Daniel ein Gesangsstudium in Berlin. Sie erlernte schnell die deutsche Sprache und debütierte 1931 an der Staatsoper Dresden als Mimi in Puccinis La Bohème. In diesem Jahr wurde sie auch von Bruno Walter für die Salzburger Festspiele verpflichtet. 1934 wurde ihr der Titel Kammersängerin verliehen. Im Juni 1935 sang sie die Titelrolle in der Dresdener Uraufführung der Oper Die schweigsame Frau von Richard Strauss. Cebotari spielte bis 1943 in Dresden, von 1935 bis 1943 auch an der Berliner Staatsoper. Cebotari stand 1944 in der Gottbegnadeten-Liste des Reichsministeriums für Volksaufklärung und Propaganda.
1943 drehte sie ihren ersten Film Mädchen in Weiß; neun weitere Filme folgten, in denen häufig der Opernspezialist Carmine Gallone Regie führte. In Mädchen in Weiß spielte sie die Institutsbewohnerin Daniela, die dank ihrer Singkünste über Nacht berühmt wird. Bereits in ihrem zweiten Film, der deutsch-italienischen Produktion Mutterlied, war sie Partnerin des italienischen Stars Benjamino Gigli. In Starke Herzen, einer freien Bearbeitung des Tosca-Stoffes, zeigte sie auch ihr dramatisches Talent. Der antikommunistische Propagandafilm wurde wegen des deutsch-sowjetischen Nichtangriffspakts zurückgezogen und kam in der Bundesrepublik erst 1953 unter dem Titel Starke Herzen im Sturm zur Erstaufführung. Ihre späteren Filme entstanden in Italien.
1938, nach der Scheidung von Wyrubow, heiratete sie den Schauspieler Gustav Diessl, mit dem sie zwei Kinder, Peter und Fritz, hatte. Maria Cebotari verfügte in ihrem Testament, dass beide Söhne in der Obhut ihrer langjährigen Erzieherin, Hedwig (Deta) Cattarius, bleiben sollten. Insbesondere war jedoch das Künstlerehepaar Clifford Curzon und Lucille Wallace-Curzon (1898–1977), in dessen Villa in Seewalchen am Attersee die durch die zweite österreichische Währungsreform mittellos gewordenen Kinder wiederholt den Sommer verbrachten, an einer Adoption interessiert. Ende 1950 hatten sie deswegen mit dem Bezirksgericht Döbling Kontakt aufgenommen. Zuvor hatten auch Curt Goetz und seine Frau Valérie von Martens Interesse an einer Adoption von Peter und Fritz, was jedoch aufgrund ihrer häufigen Reisen scheiterte. Der Lebensunterhalt der Kinder wurde zu diesem Zeitpunkt aus den Mieteinnahmen der Cebotari-Villa bestritten. Als Hedwig Cattarius im Juli 1953 glaubte, eine Adoption durch das Ehepaar Curzon stehe unmittelbar bevor, wählte die 49-jährige den Freitod. 1954 wurden die Söhne dem Ehepaar Curzon zugesprochen.

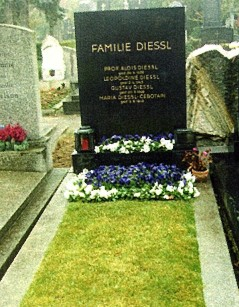
Grabstätte von Maria Cebotari

Maria Cebotari war eine Interpretin der großen Frauenrollen in den Opern von Wolfgang Amadeus Mozart, Richard Strauss, Giuseppe Verdi und Giacomo Puccini. Als Partnerin des dänischen Tenors Helge Rosvaenge feierte sie vor allem an der Berliner Staatsoper große Erfolge in La Traviata, La Bohème und Madame Butterfly, oft zusammen mit den Baritonen Willi Domgraf-Fassbaender und Heinrich Schlusnus
Von 1947 bis zu ihrem Tod war Maria Cebotari Mitglied der Wiener Staatsoper. 1947 gehörte Maria Cebotari zu den Teilnehmern des ersten Nachkriegsgastspiels der Wiener Staatsoper an der Londoner Covent Garden Opera und trat an der Seite des schon vom Krebs gezeichneten Richard Tauber in Mozarts Don Giovanni auf. 1948 sang Maria Cebotari letztmals bei den Salzburger Festspielen: Eurydike in Orpheus und Eurydike von Christoph Willibald Gluck unter Herbert von Karajan, sowie in Konzerten. Mit Rollen wie Turandot (Puccini) und Salome (Strauss) stieg sie kurz vor ihrem Tod in das hochdramatische Fach ein.
Anfang Juni 1949 wurde bekannt, dass Maria Cebotari schwer erkrankt war und „sich in ein Wiener Privatkrankenhaus zur Spezialbehandlung begeben“ hatte müssen. Sie starb am 9. Juni 1949 in ihrer Wohnung in Währing an einem Leberkarzinom.
Am 13. Juni 1949 defilierten ab 10.00 Uhr mehr als 10.000 Einwohner Wiens an dem im Foyer der Staatsopernruine errichteten Katafalk vorbei. Um 15.00 Uhr fand die Trauerfeier mit der Einsegnung statt, die von den Wiener Philharmonikern unter Leitung von Josef Krips mit dem ersten Satz von Schuberts Unvollendeter musikalisch umrahmt wurde. Zu den Trauergästen sprachen unter anderem der Wiener Bürgermeister Theodor Körner sowie Staatsoperndirektor Franz Salmhofer. Danach wurde der Sarg mit einem Prunkleichenwagen der Städtischen Bestattung
zum Döblinger Friedhof gebracht. Maria Cebotari wurde dort neben ihrem Mann Gustav Diessl beigesetzt (Gruppe 28, Reihe 1, Nr. 6).

## Postume Ehrungen

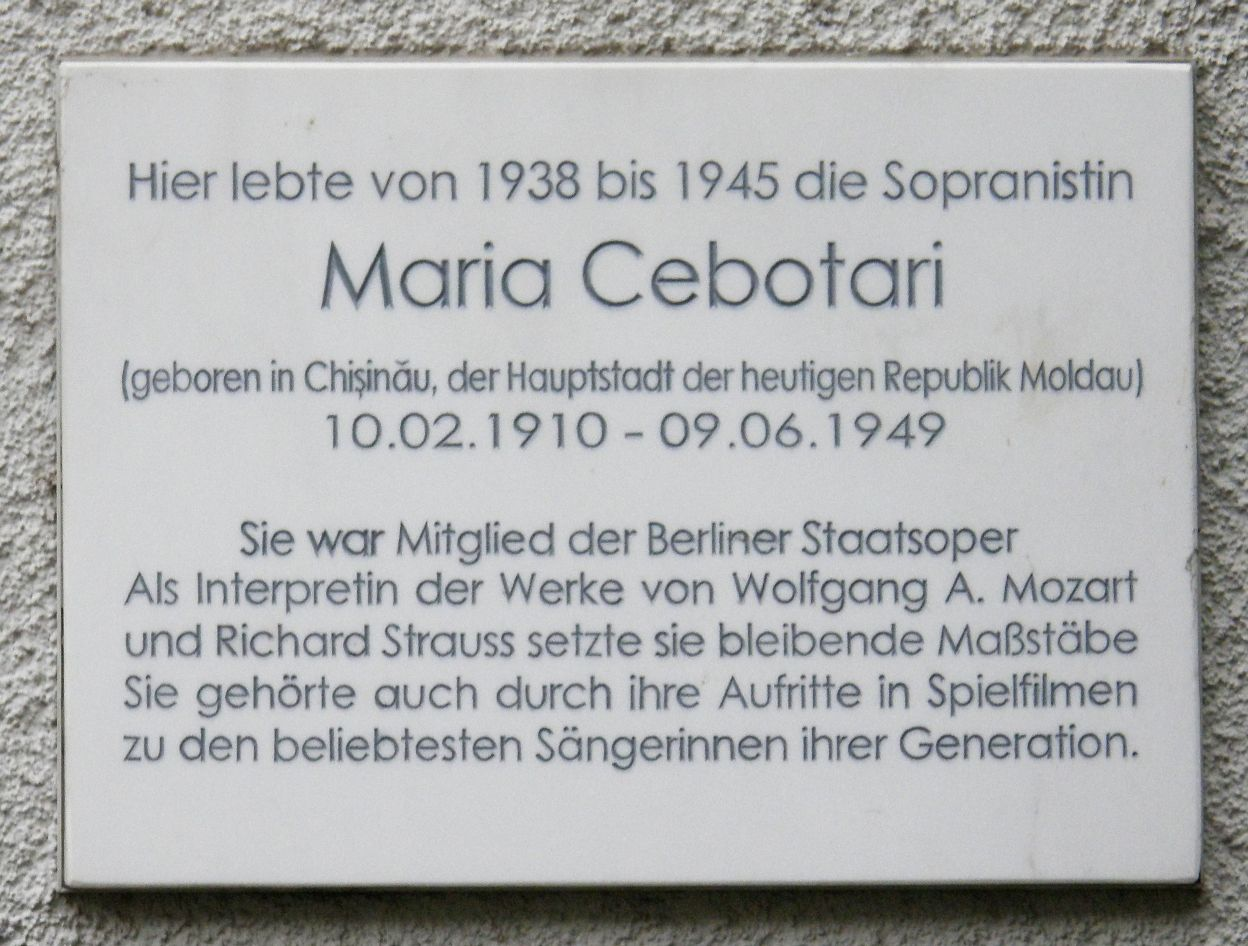
Gedenktafel am ehemaligen Wohnhaus Cebotaris in Berlin-Westend

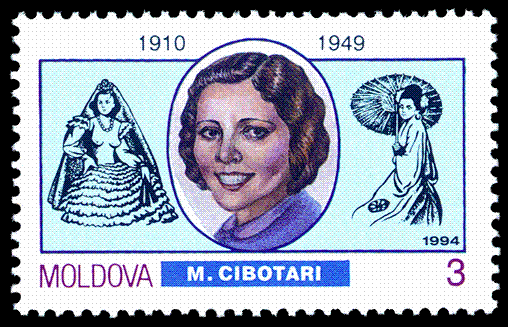
Maria Cebotari auf einer moldauischen Briefmarke (1994)

Cebotari hatte Wohnungen in Dresden (Hospitalstr. 13, später Wiener Str. 36, zuletzt Parkstr. 3) und verstarb nach langer Zugehörigkeit zur Wiener Staatsoper in der österreichischen Hauptstadt. In beiden Städten erfuhr sie durch die Benennung von Straßennamen eine postume Ehrung. Es handelt sich dabei um die Maria-Cebotari-Straße in Dresden-Johannstadt und den Cebotariweg in Wien-Döbling.
Auch in der Stadt Salzburg (Parsch) gibt es eine Maria-Cebotari-Straße.
In ihrer Heimat wurde Maria Cebotari nach dem Zweiten Weltkrieg wie eine Unperson behandelt, weil sie mit dem nationalsozialistischen Deutschland kollaboriert hatte. Nach der Unabhängigkeit der Republik Moldau wurde sie jedoch zu einer Art Nationalheldin erhoben. In ihrer Heimatstadt Chișinău ist das Staatstheater nach ihr benannt, ebenso einer der Hauptboulevards der Stadt sowie der Staatspreis. Interessanterweise versucht auch die rumänische Kulturszene, sich ihrer Figur zu bemächtigen, nachdem sie bis weit in die 1990er Jahre hinein namentlich nicht genannt werden durfte. Nun aber besinnt man sich an der Opera Națională București, dass Bessarabien/Moldau zwischen 1919 und 1940 Rumänien gehört hat und Maria Cebotari zum rumänischen Teil der moldauischen Bevölkerung gehört hatte, und so erscheint sie in neueren Listen als rumänische Sängerin.
Im Jahre 2004 erschien der biografische Roman Recviem pentru Maria (‚Requiem für Maria‘) von Vera Malov (Chișinău: Cartea Moldovei, 2004).

## Diskografie
- Mozart – Le Nozze di Figaro (Böhm 1938, in deutscher Sprache, mit Ahlersmeyer, Teschemacher, Schöffler, Wessely, Böhme) Preiser Records
- Puccini – Turandot (Keilberth 1938, in deutscher Sprache, mit Hauss, Buchta, Hann, Eipperle, Harlan, Schupp, Kiefer), Koch-Schwann
- Othmar Schoeck – Das Schloss Dürande (Heger live 1943, Auszüge, mit Anders, Berglund, Fuchs, Domgraf-Fassbaender, Greindl, Hüsch), Jecklin
- R. Strauss – Salome (Krauss 1947 live, mit Rothmüller, Höngen), Gebhardt
- Verdi – Luisa Miller (Elmendorff 1944, in deutscher Sprache, mit Böhme, Hopf, Hann, Herrmann, Eipperle), Preiser
- Verdi – La Traviata (Steinkopf 1943, in deutscher Sprache, mit Rosvaenge, Schlusnus), Iron Needle
- Verdi – Rigoletto „Wenn ich an Festtagen“ u. „Teurer Name“, Staatskapelle Berlin, R.Heger, Odeon O-25427
- Gottfried von Einem – Dantons Tod (Fricsay live 1947, mit Schöffler, Patzak, Klein, Weber, Alsen, Hann), Stradivarius
- Mahler – Sinfonie Nr. 2. Wiener Philharmoniker, Bruno Walter (live, Mai 1948). LYS, CBS-Sony u. a.
- Recital (Mozart, Verdi, Puccini, Leoncavallo, J. Strauss, Arditi, Rachmaninov, Beckmann, Mackeben, Tchaikovsky), Preiser – LV
- Recital – Maria Cebotari singt Arien (Mozart, J. Strauss, Gounod, Puccini and R. Strauss), Preiser – LV
- Maria Cebotari – Arien, Duette, Szenen (Mozart, Bizet, Verdi, Puccini), Preiser
- Recital – Maria Cebotari singt Richard Strauss (Salome, Feuersnot, Der Rosenkavalier, Daphne, Taillefer), Preiser
- Maria Cebotari: Arias, Songs and in Film, Weltbild
- Recital – Maria Cebotari singt Giuseppe Verdi (La Traviata, Rigoletto), Preiser
- Portrait-Box: Maria Cebotari zum 100. Geburtstag: Favoriten, Funde, Fragmente – Hamburger Archiv für Gesangskunst 2010
- Four Famous Sopranos of the Past (Gitta Alpar, Jarmila Novotna and Esther Rethy), Preiser – LV
- Helge Rosvaenge in Szenen aus André Chénier und Rigoletto – Duets, Preiser
- Helge Rosvaenge – Duets, Preiser – LV
- Große Mozartsänger Vol. 1 1922–1942, Orfeo
- Von der Königlichen Hofoper zur Staatsoper Unter den Linden, Preiser – LV

## Filmografie
- 1930: Troika
- 1936: Mädchen in Weiß
- 1937: Mutterlied
- 1937/53: Starke Herzen
- 1938: Drei Frauen um Verdi (Giuseppe Verdi)
- 1939: Premiere der Butterfly (Il sogno di Butterfly)
- 1940: Melodie der Liebe (Alfredo)
- 1942: Odessa in Flammen (Odessa in flamme)
- 1943: Maria Malibran (Maria Malibran)